# Allium oriento-iranicum
Allium oriento-iranicum — вид трав'янистих рослин родини амарилісові (Amaryllidaceae), ендемік північно-східного Ірану.

## Опис
Цибулина 1.3–2.5 см діаметром, довгасто-яйцеподібна, зовнішні оболонки сірувато-коричневі. Стеблина 30–75 см, діаметром 0.6 мм, циліндричне, пряме. Листків 2–4, коротші від стеблини, до 2 см завширшки, вкривають основу стеблину, вузько ланцетоподібні, плоскі, повністю гладкі на краях і на поверхні, в нижніх частинах темно-коричневі до чорнуватого кольору. Сегменти оцвітини рожево-фіолетові, більш глибоко забарвлені на серединній жилці, 5.5–8 × 0.6–1.3 мм, рівномірні, лінійні ланцетні, тупі або субгострі на кінчику. Пиляки 1.5–1.7 мм завдовжки, пурпуруваті. Зав'язь зворотнояйцеподібно-сфероїдальна. Коробочка ≈ 3 × 1.5–2 мм, трикутно-еліптична. Насіння по 3 в кожній коробочці, чорне, зморщене на поверхні, ≈ 3 × 1.5–2.5 мм. Цвітіння і плодоношення з квітня по травень.

## Поширення
Ендемік північно-східного Ірану.
Росте на гравійних схилах гірських степів.